# Shadowrun (videogioco 2007)
Shadowrun è uno sparatutto in prima persona pubblicato da Microsoft Game Studios nel 2007 per Microsoft Windows e Xbox 360. Il gioco è ambientato nell'universo del gioco di ruolo cartaceo Shadowrun, creato da FASA Corporation. Si tratta del primo videogioco che ha permesso, attraverso il sistema Games for Windows - Live, una modalità online cross-platform fra utenti PC e XBox.